# Moy (Tyrone)
Pour les articles homonymes, voir Moy (homonymie).
Moy est un village et un townland du comté de Tyrone en Irlande du Nord.

## Géographie
Moy est situé à environ 8 kilomètres au sud-est de Dungannon, à côté du village de Charlemont.
Charlemont est sur la rive est de la rivière Blackwater et Moy sur la rive ouest ; les deux sont rejoints par un pont. La rivière est également la frontière entre le comté de Tyrone et le comté d'Armagh. Au recensement de 2011 Moy avait une population de 1 598 habitants.

## Histoire
En 860 Mael Seachnaill Ier mac Mael Ruanaid mène sa dernière grande expédition avec l'armée des Uí Néill du Sud accompagnée de ses vassaux du Munster, du Connacht et du Leinster vers le nord et il établit son campement à Moy près de Charlement comté de Tyrone afin d'attaquer Ailech.
Les maisons qui bordent la place du village datent pour la plupart du milieu du XVIIIe siècle, bien que les quatre églises (catholique romaine, église d'Irlande, presbytérienne et méthodiste) soient postérieures.
Moy avait des commissaires municipaux en vertu de la loi de 1828 sur l'éclairage des villes (Irlande) de 1844 jusqu'à environ 1865.

## Personnalités
- John King (1838-1872), explorateur, y est né.
- Paul Muldoon (1951- ), poète, y est né.
- David Simpson (1959- ), homme politique, y est né.